# Bihar (Partabgarh)
Bihar fou una pargana del districte de Partabgarh a l'Oudh, Províncies Unides d'Agra i Oudh, avui Uttar Pradesh, a la part sud de la regió. Tenia una superfície de 746 km² i una població (1881) de 128.344 habitants.
Dels 237 pobles 184 eren tinguts en talukdari per propietaris del clan Bisen, formant quatre grans talukdaris: Bhadri, Kundrajit, Dahiawan i Shaikhpur Chauras; altres 53 pobles estaven en mans de 480 individuals; 4 en mans de bramans, 14 d'altres Bisen, 8 de kayasths, 1 de raikwars i 2 de bais. Altres 21 pobles els tenien musulmans.
La capital de la pargana era Bihar amb 1029 habitants el 1881.